# Набил Хатум
Набил Хатум (арап. نبيل حاطوم, романизовано Nabeel Hatoum; 18. октобар 2001) палестински је пливач чија ужа специјалност су спринтерске трке слободним и делфин стилом. 

## Спортска каријера
Хатум је дебитовао за Палестину на највећим пливачким такмичењима 2016. на Светском првенству у малим базенима у каданаском Виндзору где је успео да исплива нови национални рекорд у трци на 50 метара делфин стилом. Учествовао је и на светским првенствима у великим базенима у Будимпешти 2017 (49. место на 50 леђно и 92. на 100 слободно) и Квангџуу 2019 (103. место на 50 слободно), те на светском првенству у малим базенима у Хангџоуу 2018. године.